# Kościół Najświętszego Serca Pana Jezusa w Ząbkowicach Śląskich
Kościół Najświętszego Serca Pana Jezusa – rzymskokatolicki kościół parafialny należący do dekanatu Ząbkowice Śląskie-Północ diecezji świdnickiej.
Świątynia została zbudowana w 1923 roku przez księży i braci Pallotynów - Stowarzyszenie Życia Apostolskiego należących do prowincji niemieckiej. Początkowo była to kaplica półpubliczna przeznaczona dla wychowanków Pallotynów i wiernych. W 1940 roku przy kościele została erygowana przez kurię wrocławską parafia pod wezwaniem Najświętszego Serca Pana Jezusa. Od 17 lipca 1945 roku świątynię i dom obsługują polscy Pallotyni. Kościół został konsekrowany w dniu 10 września 1967 roku. W latach sześćdziesiątych XX wieku został zmieniony wystrój świątyni. Zostały wtedy zastąpione drewniane ołtarze boczne mniejszymi. Obecny wystrój kościoła został wykonany w 2015 roku.